# Ґабор Ваш
Ґабор Ваш (угор. Vas Gábor, нар. 29 серпня 2003, Сексард) — угорський футболіст, захисник, півзахисник клубу «Пакш». Дворазовий володар Кубка Угорщини.

## Клубна кар'єра
Ґабор Ваш народився 2003 року в місті Сексард, та є вихованцем футбольної школи клубу «Пакш». У 2020 році Ваш розпочав грати в основній команді клубу, у складі якої в сезонах 2023—2024 і 2024—2025 років став володарем Кубка Угорщини.

## Виступи за збірні
У 2021 році Ґабор Ваш дебютував у складі юнацької збірної Угорщини, загалом на юнацькому рівні взяв участь у 3 іграх. У
2023 році футболіст зіграв 1 матч у складі молодіжної збірної Угорщини. У 2024 році Ваш викликався до національної збірної Угорщини, проте так у ній і не дебютував.

## Титули і досягнення
- Володар Кубка Угорщини (2):

«Пакш»: 2023–2024, 2024–2025